# Гольцово (Чухломский район)
Гольцово — деревня в Чухломском муниципальном районе Костромской области. Входит в состав Петровского сельского поселения

## География
Находится в северной части Костромской области на расстоянии приблизительно 22 км на восток-северо-восток по прямой от города Чухлома, административного центра района на правобережье реки Вига.

## История
Отмечена деревня была на карте еще 1840 года. В 1872 году здесь было учтено 19 дворов, в 1907 году — 20.

## Население
Постоянное население составляло 82 человека (1872 год), 77 (1897), 90 (1907), 6 в 2002 году (русские 100 %), 1 в 2022.